# شاهراه قندهار–هرات
شاهراه قندهار–هرات جاده ارتباطی میان شهرهای قندهار و هرات در کشور افغانستان است. این شاهراه که دارای ۵۵۷ کیلومتر طول است بخشی از شاهراه حلقوی افغانستان محسوب می‌شود و در دهه ۱۹۶۰ میلادی توسط شوروی ساخته شده‌است.
شاهراه قندهار - هرات از دو بخش «شاهراه حلقوی افغانستان» تشکیل شده‌است: NH0101 از قندهار به گرشک و NH0102 از گرشک به هرات می‌رود.

## تاریخچه
در اکتبر ۲۰۰۴ بازسازی بزرگراه آغاز شد و انتظار می‌رفت تا پایان سال ۲۰۰۶ تکمیل شود. ایالات متحده بودجه ۳۲۶ کیلومتری (۲۰۳ مایلی) جاده، عربستان سعودی برای یک بخش ۱۱۵ کیلومتری (۷۱ مایل) و ژاپن در بازسازی ۱۱۶ کیلومتری (۷۲ مایلی) کمک مالی می‌کند. این شاهراه قندهار - هرات زمان سفر بین دو شهر بزرگ را از ۱۰ ساعت به ۴/۳ ساعت کاهش داده‌است.

## ارتباط با مسیر ۶۰۶: بزرگراه دلارام - زرنج

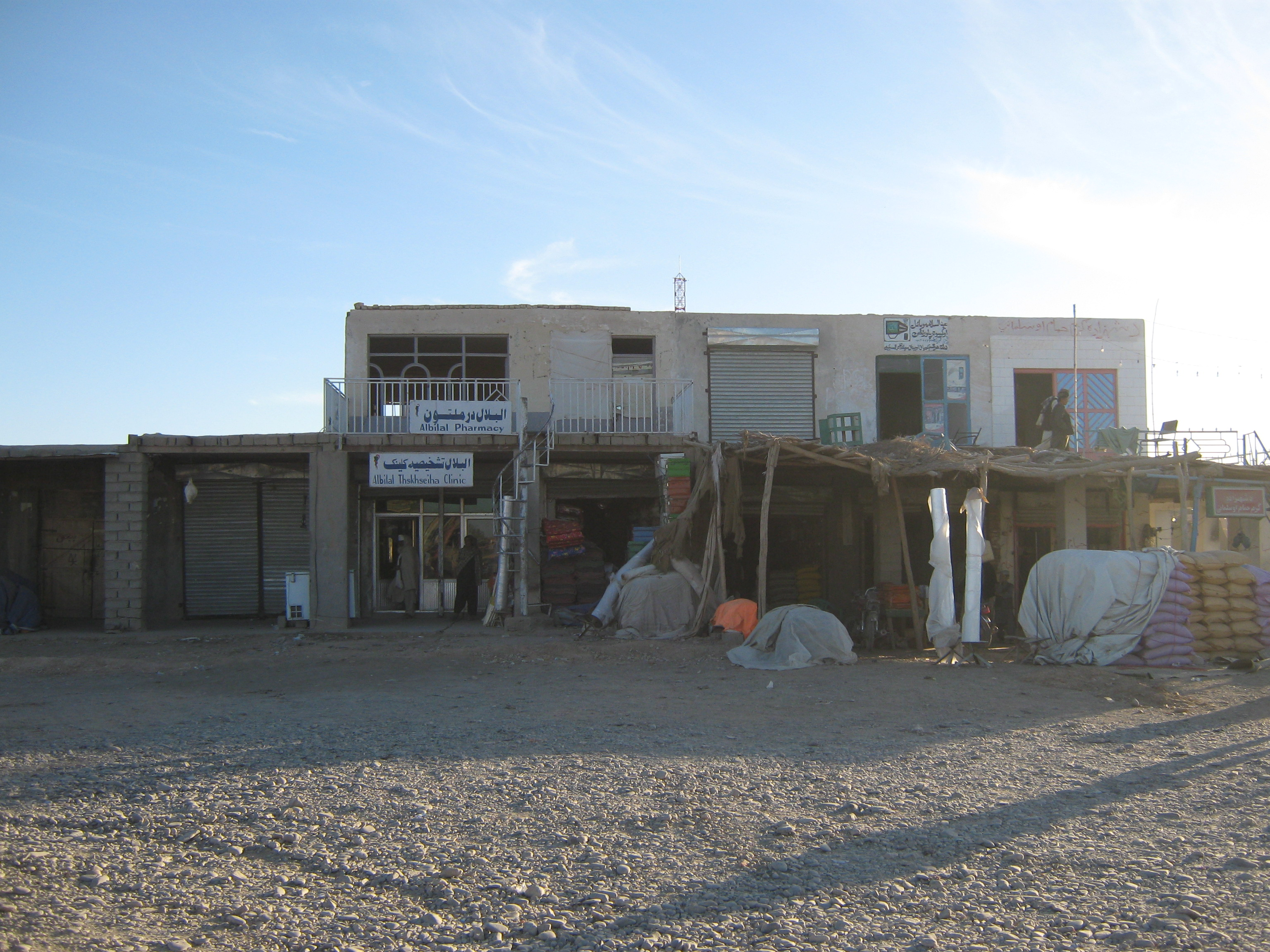
نمایی از بازار راه دلارام و زرنج

شاهراه دلارام – زرنج که به نام مسیر ۶۰۶ نیز شناخته می‌شود، یک جاده دو بانده به طول ۲۱۷ کیلومتر (۱۳۵ مایل) است که توسط هند در افغانستان ساخته شده‌است و دلارام در ولایت فراه را به زرنج در ولایت نیمروز در نزدیکی مرز ایران متصل می‌کند.
شاهراه دلارام-زرنج مرز افغانستان و ایران را به شاهراه قندهار-هرات در دلارام متصل می‌کند که از طریق A01 به دیگر شهرهای بزرگ افغانستان متصل می‌شود. مسیر ۶۰۶ زمان سفر بین دلارام و زرنج را که پیش از ایجاد این شاهراه طی می‌شد از ۱۲ تا ۱۴ ساعت به تنها ۲ ساعت کاهش می‌دهد.